# Kurt Van De Wouwer
Kurt Van de Wouwer, nascido a 24 de setembro de 1971 em Herentals, é um ciclista belga. Estreiou como profissional em 1994 e retirou-se em 2006. Atualmente é diretor desportivo do conjunto Lotto Soudal.

## Palmarés
1993 (como amador)
- Tríptico das Ardenas, mais 1 etapa.

1997
- Circuito Montanhês
- 2 etapas da Hofbrau Cup
- 3º no Campeonato da Bélgica em Estrada

## Resultados nas Grandes Voltas e Campeonatos do Mundo
| Carreira           | 1994 | 1995 | 1996 | 1997 | 1998 | 1999 | 2000 | 2001 | 2002 | 2003 | 2004 | 2005 | 2006 |
| ------------------ | ---- | ---- | ---- | ---- | ---- | ---- | ---- | ---- | ---- | ---- | ---- | ---- | ---- |
| Giro d'Italia      | -    | -    | -    | -    | -    | -    | -    | -    | 26º  | -    | -    | -    | -    |
| Tour de France     | -    | -    | -    | -    | 16º  | 11º  | 17º  | Ab.  | -    | 62º  | -    | -    | -    |
| Volta a Espanha    | -    | -    | -    | -    | -    | 31º  | -    | -    | -    | 66º  | -    | -    | -    |
| Mundial em Estrada | -    | -    | -    | -    | -    | -    | -    | -    | -    | -    | -    | -    | -    |

-: não participa

Ab.: abandono